# Krizová situace
Krizovou situací je událost, kterou lidé vyhodnotí jako nepříznivou, ohrožující to, co je pro ně důležité. Na úrovni velkých celků lze mluvit o „kolektivním stresu“, který vzniká spolupůsobením individuálního vnímání události, mediálního představení události, politických reakcí a vládního úsilí o přiřazení odpovídajícího významu dané události.
V České republice podle § 2 písm. b) zákona č. 240/2000 Sb., o krizovém řízení a o změně některých zákonů (krizový zákon), a podle § 2 písm. b) zákona 239/2000 Sb., o integrovaném záchranném systému a o změně některých zákonů je krizová situace, „škodlivé působení sil a jevů vyvolaných činností člověka, přírodními vlivy, a také havárie, které ohrožují život, zdraví, majetek nebo životní prostředí a vyžadují provedení záchranných a likvidačních prací, narušení kritické infrastruktury nebo jiné nebezpečí, při nichž je vyhlášen stav nebezpečí, nouzový stav nebo stav ohrožení státu“. Ke zmíněným krizovým stavům je nutné ještě doplnit válečný stav, který je uveden v ústavním zákoně č. 1/1993 Sb., zákoně č. 241/2000 Sb., o hospodářských opatřeních pro krizové stavy, a v ústavním zákoně č. 110/1998 Sb. Pojem krizová situace je velmi důležitý pro krizové řízení, který je souhrnem řídicích činností orgánů krizového řízení zaměřených na analýzu vyhodnocení bezpečnostních rizik a plánování, organizování, realizaci a kontrolu činností prováděných v souvislosti s přípravou na krizové situace a jejich řešení, nebo ochranou kritické infrastruktury.
Krize se v Oxfordském slovníku definuje jako časové údobí s velkými potížemi, nebo velkým nebezpečím nebo s mimořádně důležitými rozhodnutími. Krize se vyskytuje v místě a čase, což znamená, že krize mají různé charakteristiky a kladou rozdílné požadavky. V rámci časoprostorového vyjádření se vyskytují na určitém místě (rozmístění infrastruktury, sídel), v určitém čase a míra rozsahu působení závisí na následném šíření jejich důsledků. Krizové situace lze znázornit jako rozhodovací situace s využitím základních otázek Kde (operační rozsah), Kdy (období), Co (činnosti, akce), Jak (způsob realizace).

## Typy krizových situací
Typy krizových situací lze rozdělit dle příčiny vzniku:
1. zapříčiněné člověkem – antropogenní. Mezi antropogenní krizové situace patří provozní havárie a havárie spojené s infrastrukturou a dále pak vnitrostátní společenské, sociální a ekonomické krize.
2. zapříčiněné přírodními vlivy – přírodní. Přírodní krizové situace mají dvě zásadní podkategorie, živelní pohromy a hromadné nákazy.

## Sociální krizové situace
V sociokulturní antropologii vycházíme z předpokladu, že krizové situace (neštěstí) provázejí lidský život od nepaměti. Neštěstí chápeme jako jev, jenž má společenskou povahu, probíhá v rámci sociokulturních vazeb a na tyto vazby dopadá.

### Krize z očekávaných životních změn
Některé změny se dají v životě očekávat. Přesto kterákoliv z očekávaných změn (tranzistorních, přechodových) může přinést krizi. Zásadní přechodové zkušenosti dělají všichni lidé zhruba ve stejném věku. Patří k nim nástup do školy, maturita, důchod. Svatba a narození dětí jsou časově diferencovanější.
Dva růstové způsoby v tranzistorní krizové situaci:
- změnu nelze zastavit nebo odvrátit - např. proměna související s adolescencí, porodem, stářím, umíráním
- změna nemůže nastat, pokud pro ni člověk něco neudělá - přechod z dospívání do dospělosti, manželství, rodičovství, kariera

u tranzistorních krizí je předpoklad dobrého průběh, objeví-li se v odpovídajícím životním období a pokud se nepřidruží další komplikace (př. vývojová krize)

#### v životě ženy
- menstruace
- těhotenství
- sterilita

#### v životě muže
- postoj „chlapi nepláčou“
- biologicky náročná období – pubescence, andropauza, stárnutí

- základní krizové situace – ztráta, zmaření, krize středního věku
- specifické krizové situace – základní vojenská služba (dříve), sociopanictví - problémy s navazováním partnerských vztahů, nevěra partnerky

#### společné
- sexualita
- dospívání
- partnerství, manželství
- stáří a umírání
- psychospirituální krize[2]

### Krize pramenící z náhlého traumatizujícího stresoru
Určitá míra stresu je přirozenou součástí života. Nenadálý, intenzivní nebo nezvladatelný podnět (stres) vyvolává traumatickou reakci.

##### Charakteristika psychického traumatu:
- příčina přichází zvnějšku a je extrémně děsivá (úmrtí blízké osoby, ztráta základních životních jistot)
- prožitek ohrožení života s pocity bezmocnosti (znásilnění, ohrožení vlastního života nebo blízkých, situace hromadného neštěstí)

##### Akutní reakce na stres:
obranná reakce typu A (aktivní):
- útok nebo útěk

akutní reakce typu B (pasivní a vývojově starší):
- tzv. „mrtvý brouk“
- tendence k regresi

#### Posttraumatická stresová reakce:
- opožděná (protrahovaná) reakce, která se projevuje změnami na fyzické, emoční a sociální rovině[2]

### Krize v kontextu psychopatologie
Některé projevy člověka, které přesahují běžné reakce ve všedních situacích patří do oblasti psychopatologie.

### Mimořádná krizová situace
Mimořádná krize je neočekávaná změna, při které dojde k významnému narušení rovnováhy, která klade zvýšený nárok na doposud fungující systém. Je při ní nutno použít mimořádné prostředky, či postupy. Ukončení krizové situace je příležitostí k obnově a sebereflexi.

##### Fáze mimořádné krizové situace
- zmírňování následků vychází z překonání katastrofy a poučení
- připravenost a plánování jak reagovat, až událost opět nastane (tomuto pohledu se věnuje zákon o krizovém řízení)
- reakce na novou krizovou událost (kolotoč varování, vyrozumění, hledání, záchrany a krizové pomoci)
- obnova a zotavování, uspořádávání a vypořádávání obětí

##### Psychologické fáze mimořádné krizové situace
- varování, uvědomování si hrozby a rizika (jiný dopad má katastrofa bez varování)
- fáze záchrany, úsilí a nasazení lidí
- komunitní soudržnost a všeobecná solidarita
- únava a rozčarování, truchlení po ztrátách, slábnutí mezilidské pomoci a mediálního zájmu
- obnova a znovuvybudování, "nové začátky"

## Krizové stavy
V současné době existují v České republice 4 druhy krizových stavů:

### Stav nebezpečí
Tento stav může vyhlásit kterýkoliv hejtman kraje nebo primátor (pro Prahu) a to tehdy jsou-li v případě živelní pohromy, ekologické nebo průmyslové havárie, nehody nebo jiného nebezpečí ohroženy životy, zdraví, majetek, životní prostředí, pokud nedosahuje intenzita ohrožení značného rozsahu, a není možné odvrátit ohrožení běžnou činností správních úřadů a složek integrovaného záchranného systému. Doba po kterou může vyhlášený stav trvat je omezena na 30 dní, ovšem v případě potřeby a pádných důvodů je možno požádat vládu o její prodloužení.

### Nouzový stav
Pokud důvody pro vyhlášení stavu nebezpečí nepominuly, naopak jejich intenzita přesáhne hraniční mez a již nesplňují kritéria pro stav nebezpečí, je třeba vyhlásit vyšší stupeň ohrožení, a to nouzový stav. Ten vyhlašuje vláda v případě živelních pohrom, ekologických nebo průmyslových havárií, nehod nebo jiného nebezpečí, které ve značném rozsahu ohrožují životy, zdraví nebo majetkové hodnoty anebo vnitřní pořádek a bezpečnost.

### Stav ohrožení státu
V případě, že je bezprostředně ohrožena svrchovanost státu nebo územní celistvost státu anebo jeho demokratické základy, je parlamentem České republiky vyhlášen stav ohrožení státu. Pro vyhlášení tohoto stavu je třeba, aby s jeho vyhlášením souhlasila nadpoloviční většina všech poslanců a nadpoloviční většina všech senátorů.

### Válečný stav
Jedná se o nejzávažnější stav. Je vyhlašován parlamentem České republiky v situaci, kdy je ČR napadena, nebo je-li třeba plnit mezinárodní smluvní závazky o společné obraně proti napadení.

## Varovné signály

### Všeobecná výstraha
Při vyhlašování varovného signálu (kolísavý tón sirény po dobu 140 vteřin), „Všeobecná výstraha“, bude následovat tísňová informace z hromadných informačních prostředků pro vyrozumění obyvatelstva  o hrozící nebo vzniklé mimořádné události.

### Požární poplach
Dosud vyhlašovaný signál (přerušovaný tón sirény po dobu 1 minuty) zůstává v platnosti a slouží ke svolání jednotek požární ochrany.

### Zkušební tón
Nepřerušovaný tón sirény trvá po dobu 140 vteřin.
Ověřování provozuschopnosti jednotného systému varování a vyrozumění „Zkouška sirén“ se provádí zpravidla každou první středu v měsíci ve 12 hodin

## Co dělat, když je vyhlášena „Všeobecná výstraha“
- v případě zaslechnutí signálu „Všeobecná výstraha“ se okamžitě ukrýt v nejbližší budově
- při cestě automobilem zaparkovat automobil a vyhledat úkryt v nejbližší budově
- v budově ihned zavřít dveře a okna, siréna může signalizovat únik toxických látek, plynů a jedů
- zapnout rádio nebo televizi, sledovat místní hlášení
- na základě vyžádání orgánů státní správy a samosprávy poskytnout pomoc pro zabezpečení záchranných opatření
- do zavazadla si uložit doklady, peníze, věci osobní potřeby, používané léky, náhradní oblečení
- nachystat si potraviny a tekutiny na 3 dny pro každou osobu
- na základě pokynů se přesunout na stanovená místa mimo krizovou oblast
- řídit se pokyny pracovníků záchranných složek, orgánů státní správy a samosprávy

## Co dělat obecně při ohrožení
- zachovat klid a rozvahu
- získat informace z oficiálních zdrojů (rozhlas, televize, místní rozhlas, vyhláška obecního (městského) úřadu, pokyny zaměstnavatele apod.)
- varovat ostatní ohrožené osoby ve svém nejbližším okolí
- nerozšiřovat poplašné a neověřené zprávy
- mít na paměti, že telefonní síť je v tuto dobu přetížena
- nepodceňovat situaci
- pomáhat starým a nemohoucím lidem
- respektovat pokyny pracovníků záchranných složek, orgánů státní správy a samosprávy
- při pomoci upozornit na sebe tím, že na kliku bytu (domu) nebo z okna se pověsí bílý ručník (prostěradlo), jako znamení pro záchranné složky

## Související legislativa
- Ústava České republiky
- ústavní zákon č. 110/1998 Sb., o bezpečnosti České republiky
- Krizové zákony: č. 240/2000 Sb., o krizovém řízení a o změně některých zákonů; č. 239/2000 Sb., o integrovaném záchranném systému a o změně některých zákonů; č. 241/2000 Sb., o hospodářských opatřeních pro krizové stavy a o změně některých souvisejících zákonů.
- Zvláštní zákony: č. 12/2002 Sb., o státní pomoci
- Nařízení vlády č. 462/2000 Sb. k provedení § 27 odst. 8 a § 28 odst. 5 zákona č. 240/2000 Sb., o krizovém řízení a o změně některých zákonů (krizový zákon)